# AVG
AVG je naziv za antivirus i Internetski paket zaštite za operacijske sustave Microsoft Windows, Linux, Mac OS X i FreeBSD, koga je napravila tvrtka AVG Technologies, privatna tvrtka ranije poznatija kao Grisoft.

## Povijest
Ime AVG dolazi od prvog proizvoda tvrtke Grisoft “Anti-virus Guard (antivirusni zaštitar)”, prvi put objavljen 1992. u Čehoslovačkoj. Prve licence AVG programa, su bile prodane u Njemačkoj i Ujedinjenom Kraljevstvu. AVG je 1998. objavljen u Sjedinjenim Državama.
Besplatna inačica AVG-a je namijenjena da se sazna za AVG proizvode.
U 2006. godini, AVG sigurnosni paket se povećao, time uključujući zaštitu od spyware-a (jer je AVG Technologies, kupio Ewido Network koja je bila anti-spyware skupina). Microsoft je iste godine objavio da će komponente AVG-a biti dostupne u operacijskom sustavu Windows Vista.
AVG Technologies je kupio Laboratoriju za spriječavanje eksploit paketa (XPL) u prosincu 2007., te je ugradio LinkScanner (siguran alat za pretraživanje), u AVG 8.0 koji je objavljen u ožujku 2008. godine.
AVG Technologies je kupio Sana Security, programere softvera za zaštitu od krađe identiteta. Ovaj softver je ugrađen u AVG sigurnosne pakete sa slijedećom inačicom u ožujku 2009. godine.
Po navodima tvrtke AVG Technologies, preko 110 milijuna ljudi koristi AVG Anti-virus zaštitu, uključujući i besplatno izdanje.

## Značajke
Sljedeće značajke su dostupne u operacijskom sustavu Microsoft Windows:
- AVG Internet Security je cjelokupni paket koji doprinosi sljedeće zaštitne komponente: AVG Anti-Virus, Anti-Spyware, LinkScanner, Anti-Rootkit, Web štit, Sigurnosna traka alatki, Vatrozid (eng. Firewall), Anti-Spam, Zaštitu identiteta i ostale sigurnosne alatke.
- AVG Zaštita identiteta pruža zaštitu protiv krađe, nepoznatih zloćudnih programa i ostalih programa koji imaju neobično ponašanje.
- AVG Anti-Virus s vatrozidom (engl. Firewall) pruža sljedeće zaštitne komponente: Anti-Virus, Anti-Spyware, LinkScanner, Anti-Rootkit, Web štit i Sigurnosnu traku alatki.
- AVG Anti-spyware je rebrandirana inačica programa ewido Anti-Spyware, koga je ugrađena kao komponenta AVG Anti-Virus programa (inačice 8.0). Besplatna inačica je također bila dostupna, no sada je ugrađena u AVG Anti-Virus Free Edition (besplatnu inačicu).
- AVG Anti-Rootkit je bio program koji je pružao zaštitu od rootkit programa, ali je prekinut krajem 2006. Poput AVG Anti-Spyware, sad je ugrađen u AVG Anti-Virus.
- AVGADMIN je udaljena administracijska alatka, koja služi kao softver za centralno upravljanje mreža.
- AVG Anti-Virus kao jedinstven proizvod pruža Anti-Virus, Anti-Spyware, LinkScanner, Anti-Rootkit, Web štit i Sigurnosnu traku alatki, kao zaštitne komponente.

AVG za Linux/FreeBSD od inačice 7.5 pruža zaštitu za FreeBSD po prvi put. AVG Technologies je ugradio zaštitu od spam-a kao dodatak zaštiti od virusa za Linux i FreeBSD sofver.

### Zahtjevi sustava za instalaciju
AVG Anti-Virus 2015 zahtjeva procesor od 1.6 GHz ili više, 512 MB RAM-a i 550 MB slobodnog prostora na tvrdom disku.
AVG LinkScanner zahtjeva sljedeće internetske pretraživače: Microsoft Internet Explorer ili Mozilla Firefox.
AVG proizvodi se trenutno ne izdaju na hrvatskom jeziku.